# 현대사료
현대사료(Hyundai Feed)는 대한민국의 사료 및 바이오 기업이다. 본사는 충청남도 천안시 동남구 용수골길 23에 위치해 있으며 대표이사 유병우이다.

## 역사
지난 2022년 6월 현대사료에서 카나리아바이오으로 이름을 변경했으나 2년 만에 다시 상호를 바꿨다.

## 논란
2024년 완전자본잠식과 자기자본의 50%를 초과하는 법인세비용 차감전 사업손실이 발생하였다. 
 카나리아바이오엠에 인수된 세종메디칼도 현금자산 부족으로 상장폐지 위기에 처하였다 두올물산이 카나리아바이오(영문명 CANARIABIO)로 사명을 변경하였다
2023년 헬릭스미스의 경영권을 가지고 있다가 바이오솔루션으로 양도하였다

## 역사
2022년 카나리아바이오엠으로부터 엘에스엘씨앤씨 지분 100%를 인수하며 바이오생명공학사업을 시작하였다

## 상장
2018년 6월 1일에 공모가 6,600원에 코스닥 시장에 상장하였다.        

## 참고 문헌
1. ↑  강현창, ‘완전자본잠식’ 카나리아바이오, 상폐 벼랑끝, 에너지경제신문, 2024.03.03
2. ↑  김새미, 카나리아바이오엠에 인수된 뒤 풍비박산 난 세종메디칼, 이데일리, 2024-04-08
3. ↑  박도영, 두올물산, '카나리아바이오' 사명 변경…바이오 힘 쏟는다, 메디게이트 뉴스, 2021.12.29
4. ↑  김효인, 헬릭스미스, 경영권 손 바뀐다...카나리아바이오→바이오솔루션, 조선일보, 2023.12.21
5. ↑  손인규, “1만7천→2천원, 악몽이다” 사료회사가 꿈의 신약 만든다더니, 헤럴드경제, 2024.01.20